# Referéndum sobre el Tratado de Lisboa en Irlanda

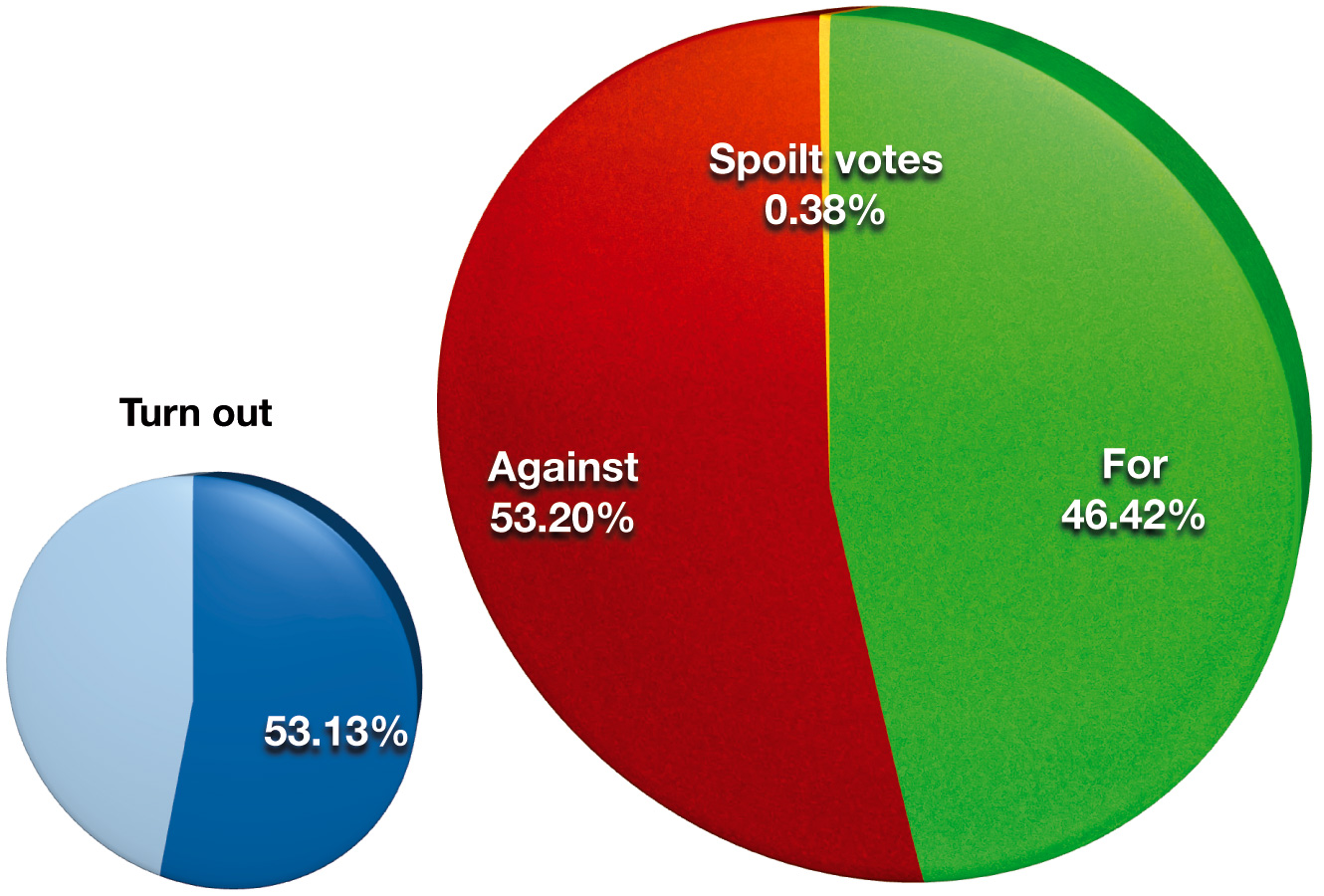
Resultados y concurrencia para el referéndum.

El Referéndum sobre el Tratado de Lisboa en Irlanda fue un proyecto de ley constitucional introducido por el gobierno de este país en 2008 para enmendar la Constitución de Irlanda y permitir la ratificación, por medio de un referéndum, del Tratado de Lisboa (también conocida como el Tratado de la Reforma) así que podría ser decretado según lo programado el 1 de enero de 2009. Como parte de la promulgación del proyecto, un referéndum fue celebrado el 12 de junio de 2008. La propuesta fue derrotada por 53,4 % de votos a 46,6 %, con una concurrencia de 53,1 %. La República de Irlanda celebró el 2 de octubre un segundo referéndum, con victoria del si, sobre la inclusión de una enmienda a su constitución para la ratificación del Tratado de Lisboa.

## Antecedentes
Estaba previsto que se celebrase en la República de Irlanda en 2005 o 2006. Este referendo decidiría si Irlanda ratificaba o no la propuesta de Constitución de la Unión Europea. Tras el rechazo a la Constitución en el referéndum francés de mayo de 2005 y en los Países Bajos en junio de 2005, el referéndum irlandés se pospuso sine die.
El Gobierno de Irlanda había firmado el "Tratado que establece una Constitución para Europa" el 29 de octubre de 2004. Sin embargo, la ratificación de los principales tratados de la UE, desde el Acta Única Europea de 1986, requiere la modificación del Artículo 29 de la Constitución of Irlanda, que prescribe hasta qué punto las leyes no irlandesas pueden ser superadas por otras leyes incluidas las de la UE. Las reformas constitucionales sólo se pueden aprobar por referéndum.
Una encuesta de opinión de TNS/MRBI para el Irish Times mostraba el 14 de junio de 2005 que, mientras que el 45 % de los votantes quería que se celebrara un referéndum, sólo el 30 % votaría sí a la reforma constitucional, con un 35 % de partidarios del no y un 35% aún no decididos.
Los partidos entonces gobernantes, el Fianna Fáil y los Demócratas Progresistas estaban a favor del sí. Fine Gael, el principal partido de la oposición era también partidario del sí. El Partido Laborista, al igual que el Partido Socialista Francés, estaba dividido, con sus parlamentarios apoyando la ratificación, pero sus juventudes en contra. Los demás partidos de izquierda estaban por el no, incluyendo el Sinn Féin, el Partido Socialista y el Partido Socialista Obrero. El Partido Verde, estaba dividido respecto al texto y planteó un congreso para determinar su postura, congreso que fue cancelado tras los "noes" de Francia y Holanda.
Tras el rechazo a la Constitución por los votantes franceses y holandeses, el proceso de ratificación se detuvo. Como la ratificación de todos los miembros era necesaria, en julio de 2007 el Consejo Europeo dejó atrás la Constitución Europea y acordó la base para un nuevo tratado que sustituyera la Constitución rechazada. El texto acordado el 19 de octubre de 2007 contenía muchos de los cambios de la Constitución pero no reemplaza los tratados existentes, tal y como la Constitución hubiera hecho, sino que los reformaba. Este nuevo tratado ha pasado a ser conocido como el Tratado de Lisboa. Se celebrará un tratado para reformar por vigésima octava vez la Constitución de Irlanda el día 12 de junio de 2008.